# Пауэшик
Па́уэшик (англ. Poweshiek County) — округ в США, штате Айова. На 2000 год численность населения составляла 18 832 человек. По оценке бюро переписи населения США в 2009 году население округа составляло 18 423 человек. Окружным центром является город Монтезума.

## История
Округ Пауэшик был сформирован в 17 февраля 1843 года.

## География
По данными Бюро переписи населения США площадь округа Пауэшик составляет 1515 км².

### Основные шоссе
- Федеральная автострада 80
- Шоссе 6
- Шоссе 63
- Автострада 21
- Автострада 85
- Автострада 146

### Соседние округа
- Тейма  (север)
- Айова  (восток)
- Киокак  (юго-восток)
- Махаска  (юг)
- Джаспер  (запад)

## Демография
По данным переписи населения 2000 года в округе проживало 18 832 жителей. Среди них 20,7 % составляли дети до 18 лет, 18,1 % люди возрастом более 65 лет. 51,3 % населения составляли женщины.
Национальный состав был следующим: 96,4 % белых, 0,8 % афроамериканцев, 0,3 % представителей коренных народов, 1,4 % азиатов, 1,9 % латиноамериканцев. 1,0 % населения являлись представителями двух или более рас.
Средний доход на душу населения в округе составлял $18629. 10,8 % населения имело доход ниже прожиточного минимума. Средний доход на домохозяйство составлял $49857.
Также 86,7 % взрослого населения имело законченное среднее образование, а 18,5 % имело высшее образование.